# 顺宁厚叶柯
顺宁厚叶柯（学名：Lithocarpus pachyphyllus var. fruticosus）为壳斗科柯属下的一个变种。

## 扩展阅读
- 維基物種上的相關：顺宁厚叶柯